# Stenocercus marmoratus
Stenocercus marmoratus — вид ігуаноподібних ящірок родини Tropiduridae. Мешкає в Болівії і Аргентині.

## Поширення і екологія
Stenocercus marmoratus мешкають на східних схилах Анд в Болівії (на південь від Кочабамби) і Аргентині (на південь до Куеста-Лос-Колорадітос в провінції Сальта). Вони живуть в сухих чагарникових заростя і рідколіссях та на узліссях тропічних лісів, серед скельних виступів. Зустрічаються на висоті від 1000 до 3350 м над рівнем моря.